# Palola viridis

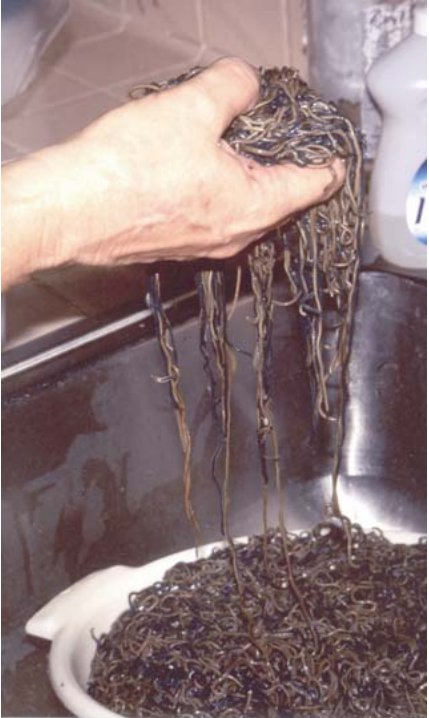
Porção de palolo

Palola viridis é uma espécie de invertebrado da família Eunicidae.
Pode ser encontrada nos seguintes países: Samoa Americana, Fiji, Indonésia e Samoa, onde é conhecido como palolo e usado como fonte de alimentação.